# نیزه شکسته
نیزه شکسته (به انگلیسی: Broken Lance) فیلم سینمایی وسترن به کارگردانی ادوارد دمیتریک است که در سال ۱۹۵۴ در شرکت فاکس قرن بیستم تولید شد.

## داستان
جو پس با بازی رابرت واگنر پس از سه سال از زندان آزاد می‌شود و به خانه پدری بازمی‌گردد، پدرش بر اثر سکته قلبی از دنیا رفته و خانه‌ای که در نبودش به ویرانه ای تبدیل گشته و او در صدد انتقام از برادران ناتنی اش که آنان را عامل مرگ پدر می‌داند بر می‌آید .